# Морозов-Поплевин, Михаил Яковлевич
Михаил Яковлевич Морозов-Поплевин (ум. 1573) — русский военный и государственный деятель, дипломат, воевода, окольничий и боярин, единственный сын воеводы и окольничего Якова Григорьевича Морозова-Поплевина (ум. 1537/1538). Представитель старого московского боярского рода Морозовых.

## Биография
Входил в состав «Избранной рады» при царе Иване Васильевиче Грозном. В 1548 году Михаил Яковлевич Морозов был пожалован в окольничие. В следующем 1549 году получил боярский сан и возглавил русское посольство к великому князю литовскому и королю польскому Сигизмунду II Августу для принятия присяги о ненарушении заключённого русско-литовского перемирия и признания царского титула за Иваном Васильевичем Грозным.
В 1552 году во время третьего похода царя Ивана Васильевича Грозного на Казанское ханство боярин Михаил Яковлевич Морозов командовал «нарядом» (артиллерией). С 1558 года участвовал в походах на Ливонский орден. Михаил Морозов был полковым воеводой и наместником Лифляндским до заключения перемирия в 1570 году.
В марте 1558 года боярин Михаил Яковлевич Морозов был назначен третьим воеводой большого полка в Кашире, где охранял южнорусские границы от крымских набегов.
Зимой 1558/1559 года — первый воевода сторожевого полка в походе русской рати под командованием князя Семена Ивановича Микулинского на Ливонский орден. Русские разбили ливонские рыцарей в битве под Тирзеном и в течение месяца безнаказанно опустошили ливонские владения. В то время, под командованием Морозова служил князь Глеб Васильевич Оболенский-Белый.
В феврале 1560 года Михаил Яковлевич Морозов был назначен первым воеводой «наряда» в большом полку под командованием князя Ивана Фёдоровича Мстиславского на ливонскую крепость Мариенбург.
В марте 1560 года командовал нарядом в большом полку боярина князя Ивана Дмитриевича Бельского на южнорусских границах.
Летом 1560 году — первый воевода «наряда» в большом полку под командованием князя Ивана Фёдоровича Мстиславского в новом походе на Ливонию. В том же 1560 году был назначен вторым воеводой большого полка в походе на ливонский замок Феллин. Затем был первым воеводой в Смоленске и Юрьеве (Дерпте).
В сентябре 1564 года лифляндский наместник и первый юрьевский воевода Михаил Яковлевич Морозов подписал в Дерпте семилетнее перемирие со Швецией.
В 1564 году Михаил Яковлевич Морозов был назначен первым воеводой сторожевого полка в Вязьме.
В феврале 1567 года в Александровой слободе лифляндский наместник боярин Михаил Яковлевич Морозов вместе с боярином Иваном Михайловичем Воронцовым заключил со Швецией договор о дружбе, союзе и взаимопомощи.
В 1569 году — первый воевода сторожевого полка в Рязани. В том же 1569 году боярин Михаил Яковлевич Морозов был назначен первым воеводой большого полка, то есть главнокомандующим русского войска в походе на крепость Изборск, отбив её у литовцев. В 1570 году — третий воевода большого полка в Коломне, на южных границах.
В мае 1571 года боярин Михаил Яковлевич Морозов был вторым воеводой большого полка на южной границе, затем участвовал в обороне Москвы от крымского хана Девлет Герая. В 1572 году, будучи вторым воеводой полка правой руки, принимал участие в походе царя Ивана Васильевича Грозного на ливонскую крепость Пайде. Весной 1573 года Михаил Морозов в новом ливонском походе был назначен вторым воеводой большого полка. В том же 1573 года был первым воеводой передового полка в новом поход на шведские владения. Затем был назначен первым воеводой в Великом Новгороде.
В апреле 1573 года боярин Михаил Яковлевич Морозов был назначен вторым воеводой большого полка в Серпухове, но летом был арестован и казнен по приказу царя Ивана Грозного вместе с женой и двумя сыновьями: Иваном и Фёдором.

## Семья
Михаил Яковлевич Морозов был женат на княжне Евдокии Дмитриевне Бельской (умерла в 1573), дочери князя Дмитрия Фёдоровича Бельского. Дети: Иван Большой (умер в 1573), Фёдор (умер в 1573) и Иван Глухой. Род Морозовых-Поплевиных продолжил младший сын Иван Михайлович Глухой, который оставил после себя двух сыновей — Бориса и Глеба.

## В культуре
Михаила Морозова, идущего на казнь, изобразил на картине «Иван Грозный» польский художник Ян Матейко.